# Hoog-Geldrop

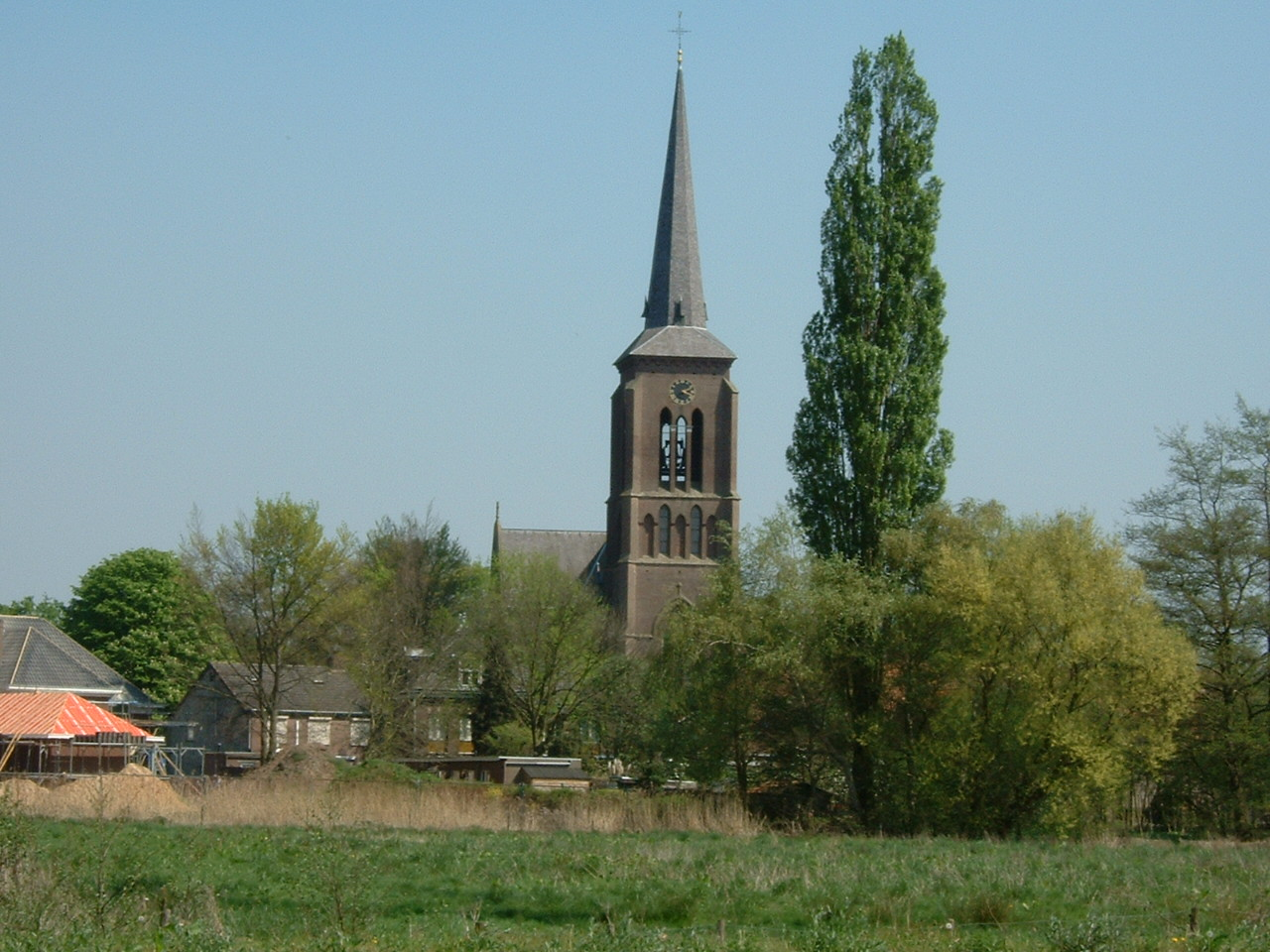
Vue sur Hoog-Geldrop et son église

Hoog-Geldrop est un village situé dans la commune néerlandaise de Geldrop-Mierlo, dans la province du Brabant-Septentrional. Hoog-Geldrop est aujourd'hui entièrement intégrée dans l'agglomération de Geldrop.

## Histoire
Jusqu'en 1921, Hoog-Geldrop était le chef-lieu de la commune de Zesgehuchten.